# 플란촌-페테로아산

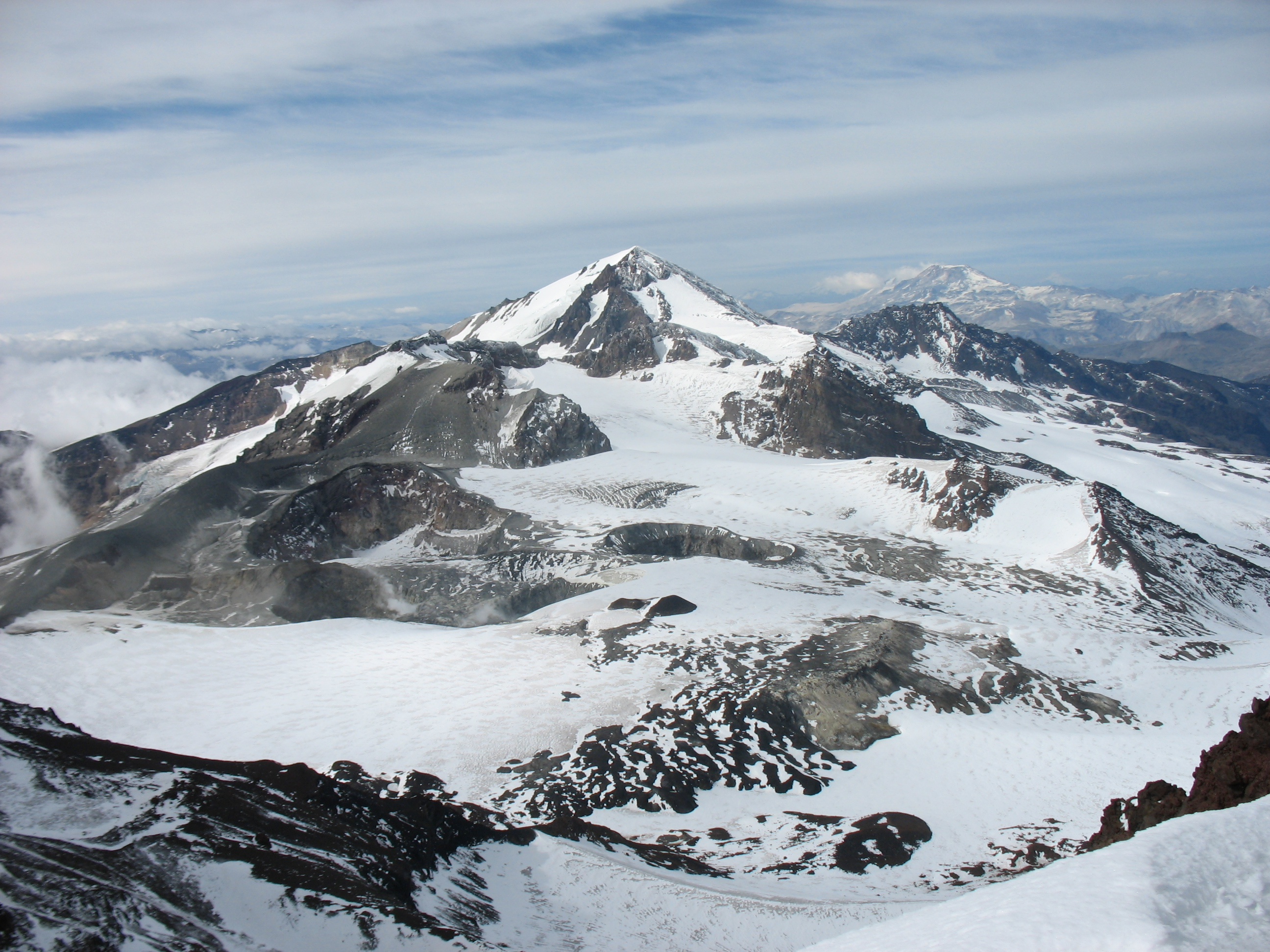

플란촌-페테로아산(Planchon-Peteroa)은 칠레와 아르헨티나의 국경에 있는 화산이며 높이는 4,107m이다. 안데스산맥에 있으며, 지금도 화산 활동을 보이고 있는 활화산이다. 플란촌, 페테로아, 아수프레 등의 여러 화산이 있으며 그중 플란촌과 페테로아는 활발한 화산 활동을 보이고 있다. 여러개의 칼데라가 있으며, 약 11,500년 전 화산이 붕괴한 사건이 있다.

## 붕괴 사건
약 11,500년 전 이 화산이 일부 붕괴하며 거대 산사태가 일어났다. 이로 인해 암석이 테노 강을 따라서 칠레센트럴밸리에도 도달하였다. 지금은 산사태는 일어나지 않고 화산 활동만 보이고 있다.